# Elektronika BK-0010

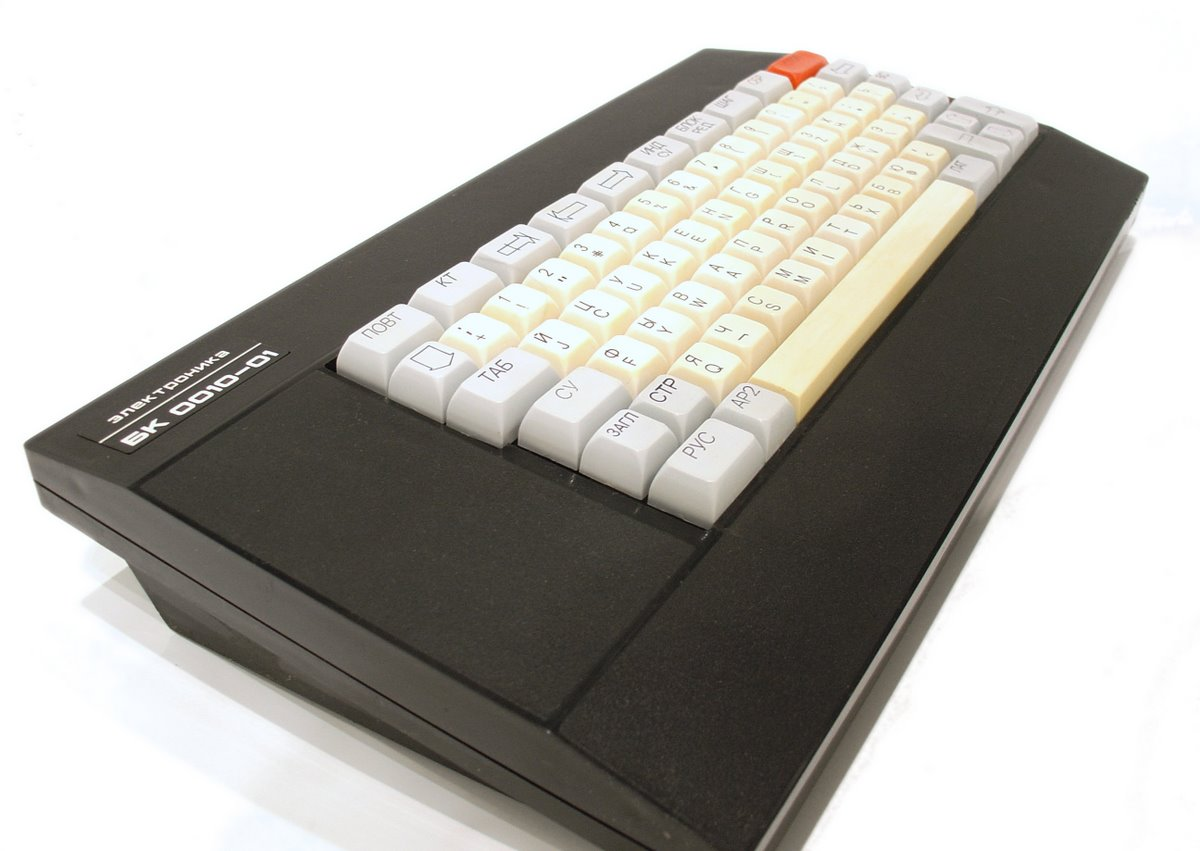
BK0010-01

Elektronika BK-0010 (ryska: Электроника БК-0010) är en serie med ryska hemdatorer som är kloner av PDP-11. De är baserade på 11/20 CPU och fanns i tre olika versioner.
- Elektronika BK-0010 var den första modellen och kom med membrantangentbord, 16 Kb RAM och svartvit grafik (kopplas till TV via en EuroConnector, en variant av SCART).
- Elektronika BK-0010-01 var betydligt mer kraftfull med 32 Kb RAM och 52 Kb ROM. Grafiken var 512 × 256 i svartvitt och 256 × 256 i fyra färger.
- Elektronika BK-0011
- Elektronika BK-0011M kom under år 1990 och hade möjlighet att koppla till en diskdrive. Det vanligaste operativsystemet var ANDOS.